# Mordechai Schlomo Friedman
Mordechai Schlomo Friedman, auch Solomon Mordechai Friedman (geb. 15. Oktober 1891 in Bojany, damals Österreich-Ungarn, heute Ukraine; gest. 2. März 1971 in New York City) war ein US-amerikanischer Rabbiner und Boyaner Rebbe von New York City.

## Leben
Mordechai Shlomo Friedman wurde 1891 als jüngster Sohn des ersten Boyaner Rebben, Rav Yitzchok Friedman in Bojany/Bukowina geboren. Sein Urgroßvater war Rav Israel Friedmann (1797–1850). 
Bei Ausbruch des Ersten Weltkrieges floh Rav Mordechai Shlomo mit seiner Familie nach Wien. Nach dem Tod seines Vaters 1917 blieb er bis zum Tode seiner Mutter 1922 in Wien und siedelte 1927 mit seiner Frau und drei Kindern nach New York über. Er wurde zu einem der ersten chassidischen Rebbes, die sich in Amerika niederließen.
Unter schwierigsten spirituellen und finanziellen Umständen gelang es ihm mit seiner einnehmenden Persönlichkeit, nicht nur Rizhiner Chassidim, sondern auch relativ assimilierte Juden an sich zu binden. Er nahm führende Positionen in orthodoxen Organisationen wie der Agudath Israel of America und dem Va’ad Hatzalah ein und marschierte auch im Oktober 1943 im „Rabbi’s March“ in Washington, um Präsident Roosevelts Aufmerksamkeit auf das jüdische Leiden in Europa zu richten.
Nach dem Ende des Zweiten Weltkriegs kümmerte er sich um das physische und psychische Wohlergehen von Shoah-Überlebenden und legte 1953 während einer Reise nach Israel den Grundstein für das neue Rizhiner Tora-Zentrum in Jerusalem.
Begraben wurde Mordechai Schlomo Friedman auf dem Jüdischen Friedhof am Ölberg.